# 2021 en Irlande
Chronologie de l'Irlande
- 2017
- 2018
- 2019
- 2020
- 2021
- 2022
- 2023
- 2024
- 2025

Cette page concerne l'année 2021 du calendrier grégorien.

## Événements

### Politique
- Président: Michael D. Higgins
- Taoiseach: Micheál Martin (FF)
- Tánaiste: Leo Varadkar (FG)
- Ministre des Finances: Paschal Donohoe (FG)
- Chief Justice: Frank Clarke
- Dáil: 33e
- Seanad: 26e

## Décès
- 2 janvier : Michael McKevitt, ancien membre de l'Armée républicaine irlandaise véritable